# Staelia uruguaya
Staelia uruguaya är en måreväxtart som beskrevs av José Arechavaleta. Staelia uruguaya ingår i släktet Staelia och familjen måreväxter.
Artens utbredningsområde är Uruguay. Inga underarter finns listade i Catalogue of Life.